# Euphyia lucidulata
Euphyia lucidulata är en fjärilsart som beskrevs av Walker 1862. Euphyia lucidulata ingår i släktet Euphyia och familjen mätare. Inga underarter finns listade i Catalogue of Life.